# Hesperides sive de Malorum Aureorum Cultura et Usu Libri Quatuor

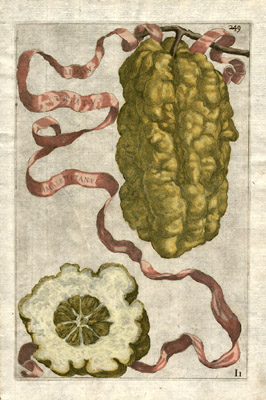
Sitriatus amalphitanus, ilustrado en 'Hesperides, 1646, por Ferrari

Hesperides sive de Malorum Aureorum Cultura et Usu Libri Quatuor es un libro con ilustraciones y descripciones botánicas que fue escrito en el año 1646 por el jesuita, profesor italiano, botánico, y autor de textos ilustrados botánicos y de diccionarios latín-sirio, Giovanni Battista Ferrari con el nombre de Hesperides siue de malorum aureorum cultura et vsu Libri quator Io. Baptistae Ferrarii Senensis e Societate Iesu.
Hesperides sive de Malorum Aureorum Cultura et Usu Libri Quatuor, fue realizada por la estrecha relación con Cassiano dal Pozzo (1588-1657),  destacado académico y estudioso de los cítricos, quien le llevó a crear ese trabajo. El primer volumen de esa obra está dedicada a los cítricos y sus muchas variedades y variaciones.
Las placas fueron producidas por los mejores artistas de la época, tales como Johann Friedrich Greuter, Cornelis Bloemaert, Nicolas Joseph Foucault.  Las placas se prepararon también por los pintores y dibujantes de renombre del barroco romano, como Pietro da Cortona, Andrea Sacchi, Nicolas Poussin, Pietro Paolo Ubaldini, F. Perier, Francesco Albani, Philippe Gagliard, F. Ramanelli, Guido Reni, Domenico Zampieri,  H. Rinaldi.  Algunas placas muestran frutos enteros, de tamaño natural, incluidas las secciones. Otras placas muestran a Hércules, escenas mitológicas, jardines en edificios, Orangeries, herramientas para jardín, etc.  Ambas obras son importantes, ya que muestran representaciones exactas.
Ferrari fue el primer científico en dar una completa descripción de limas, limones, granadas.  También describió preparaciones médicos, detalles de Citrus medica y de limas prescriptas, limones y granadas como plantas contra el escorbuto.